# Tadukan Raga
Tadukan Raga is een bestuurslaag in het regentschap Deli Serdang van de provincie Noord-Sumatra, Indonesië. Tadukan Raga telt 4362 inwoners (volkstelling 2010).